# Llista de Creus de Sant Jordi/1994/Persones

#### Persones
Informació actualitzada per un bot. Els canvis manuals es perdran quan s'actualitzi!
| Persona                           | Wikidata  | Descripció                                  | Ocupació | Imatge |
| --------------------------------- | --------- | ------------------------------------------- | --- | ------ |
| Santiago Calatrava Valls          | Q168482   | enginyer, artista i arquitecte valencià     | escultor arquitecte enginyer estructural enginyer civil enginyer conservador                                   |        |
| Rosa Maria Sardà i Tàmaro         | Q272435   | actriu catalana                             | director de teatre comediant presentador de televisió actor de teatre actor de cinema actor director de cinema |        |
| Lluís Antoni Santaló i Sors       | Q304910   | matemàtic català                            | matemàtic professor d'universitat escriptor                                                                    |        |
| Maria Àngels Anglada i d'Abadal   | Q456914   | poeta, novel·lista i professora catalana    | poeta escriptor professor d'universitat crític literari professor de català novel·lista                        |        |
| Albert Closas i Lluró             | Q4711981  | actor de teatre i cinema català             | actor de cinema actor director de cinema                                                                       |        |
| Salvador Escamilla i Gómez        | Q5672896  | intérpret musical                           | periodista actor                                                                                               |        |
| Antoni Pladevall i Font           | Q8201080  | historiador i sacerdot català               | historiador arxiver sacerdot                                                                                   |        |
| Octavi Fullat i Genís             | Q9051664  |                                             | pedagog filòsof professor d'universitat escriptor sacerdot catòlic clergue regular                             |        |
| Jordi Galí i Herrera              | Q11036729 | pedagog català                              | escriptor pedagog                                                                                              |        |
| Carles Güell de Sentmenat         | Q11680532 | polític català                              | empresari polític enginyer                                                                                     |        |
| Carme Llauradó i Martí            | Q11912504 | activista espanyola                         | activista |        |
| Esyllt T. Lawrence                | Q11921104 | periodista, assagista i traductora gal·lesa | escriptor traductor periodista                                                                                 |        |
| Gonçal Lloveras i Vallès          | Q11924477 |                                             | metge escriptor                                                                                                |        |
| Jaume Clavell i Nogueras          | Q11927260 |                                             | activista cultural escultor                                                                                    |        |
| Joan Alemany i Esteve             | Q11927582 | sacerdot català (1920-2008)                 | |        |
| Joan Batlles i Alerm              | Q11927626 | Prevere català                              | sacerdot |        |
| Josep Maria Bricall i Masip       | Q11928666 | economista i polític català                 | polític economista professor d'universitat                                                                     |        |
| Llorenç Gascon i Fernández        | Q11933517 | empresari espanyol                          | empresari |        |
| Miquel Pujol i Grau               | Q11936957 |                                             | violoncel·lista                                                                                                |        |
| Pau Roure                         | Q11940567 | escriptor espanyol                          | escriptor |        |
| Pere Güell i Garriga              | Q11940984 |                                             | pedagog |        |
| Roser Rahola d'Espona             | Q11946314 | editora catalana                            | editor |        |
| Salvador Sunyer i Aimeric         | Q11946802 | escriptor i polític català                  | polític escriptor auxiliar de farmàcia professor de català                                                     |        |
| Joan Amorós i Pla                 | Q16166126 |                                             | activista cultural                                                                                             |        |
| Manuel Capdevila i Font           | Q16184544 |                                             | |        |
| Francesc d'Assís Casademont i Pou | Q16187720 | pintor català                               | pintor paisatgista                                                                                             |        |
| Joan Vilà i Valentí               | Q17037092 | Geògraf, professor i escriptor català       | geògraf catedràtic escriptor assagista                                                                         |        |
| Joan Sagalés i Anglí              | Q19300006 |                                             | activista cultural                                                                                             |        |
| Montserrat Pau i Piferrer         | Q19301288 |                                             | activista cultural                                                                                             |        |